# Dávid Guba
Dávid Guba (Humenné, 29 giugno 1991) è un calciatore slovacco, centrocampista o attaccante del Winklarn.

## Caratteristiche tecniche
È un trequartista.

## Carriera

### Nazionale
L'8 gennaio 2017 debutta in nazionale nell'amichevole persa 3-1 contro l'Uganda, subentrando a Tomáš Malec a 20' dalla fine.